# Domingo Gimeno Fuster
Domingo Gimeno Fuster (Villena, Alicante, 1909-Sevilla, 5 de marzo de 1978), fue un pintor y retratista español. 

## Biografía
Nacido en Villena (Alicante) en 1909, al año se traslada con su familia a Sevilla, donde realiza sus primeros estudios. En 1928, coincidiendo con la muerte de su padre, sus hermanas Ana y Victoria son becadas por el Ayuntamiento de Sevilla para estudiar piano en París con Cortot, Lázaro Lévi y Joaquín Nin. 
Tras cursar sus estudios primarios, e impedido por una enfermedad que lo aparta del estudio del piano, emprende estudios de arte bajo la dirección de artistas como Gonzalo Bilbao, Virgilio Mattoni y Manuel González Santos.
A los veintidós años, obtuvo el premio extraordinario de fin de carrera con su retrato de "Perico el Loro". En 1934, obtuvo la plaza de profesor en Cervera del Río Alhama y Manzanares. En 1936, hallándose con su hermana en Madrid, es sorprendido por el movimiento y escapa a Marsella, pasando por Barcelona.
Los años pasados en Marsella fueron años de intensa actividad pictórica y antes de volver a España en 1939, llegó a exponer en el Grand Palais de los Campos Elíseos. Tras finalizar la guerra, volvió para reanudar sus oposiciones, y se estableció en Bilbao, donde por espacio de veinte años trabajó para familias como los Oriol o el marqués de Lozoya. Según Aquilino Duque, "procuró moverse entre Goya y los grandes maestros ingleses, aunque alguna vez no tuviera más remedio que hacer alguna concesión al realismo burgués".
Expuso en las principales ciudades del país: Madrid, Vigo, Sevilla, Bilbao. En 1982 se celebra una exposición antològica de su obra en la facultad de Bellas Artes de Sevilla, con el patrocinio del Ministerio de Cultura.
En 1975 se traslada definitivamente a Sevilla, donde fallece el 5 de marzo de 1978.
Fue tío materno del escritor Aquilino Duque.

## Exposiciones
- Marseille, 1936, Galerie Moullot.
- Marseille, 1936, La Maison des Arts.
- Paris, mayo de 1939, Grand Salon des Champs Elysées.
- Bilbao, 1941, Salón Delcalux.
- Bilbao, septiembre de 1941, Real Club marítimo del Abra.
- Madrid, 1943, Palacio de exposiciones, Exposición nacional.
- Bilbao, octubre de 1943, Salón Delsa.
- Vitoria, febrero de 1944, Galerías Gys.
- Vigo, febrero de 1944, Casino.
- Vigo, noviembre de 1944, Casino.
- Lugo, Casino, junio de 1946.
- Bilbao, noviembre de 1948, Sala Delsa.
- Bilbao, octubre de 1950, Sala Alonso.
- Bilbao, diciembre de 1950, Sala Alonso.
- Bilbao, diciembre de 1951, Sala Alonso.
- La Coruña, noviembre de 1953, Sala Velázquez.
- Bilbao, diciembre de 1954, Sala Alonso.
- Sevilla, diciembre de 1975, Galería Álvaro, Sevilla.
- Sevilla, diciembre de 1982, Caja de ahorros provincial San Fernando de Sevilla